# Kutyahús

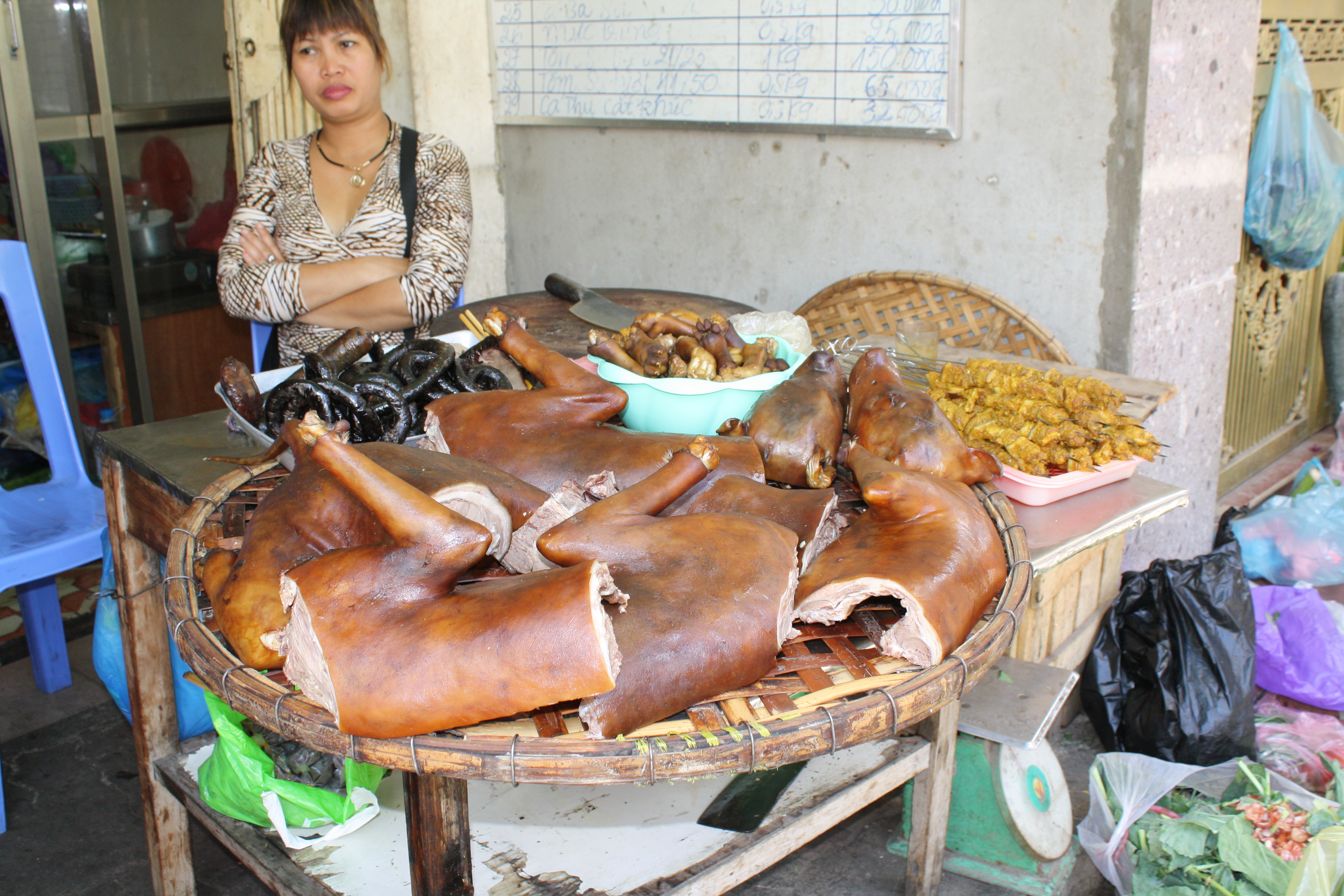
Ételként felszolgált kutyahús Hanoiban, Vietnámban

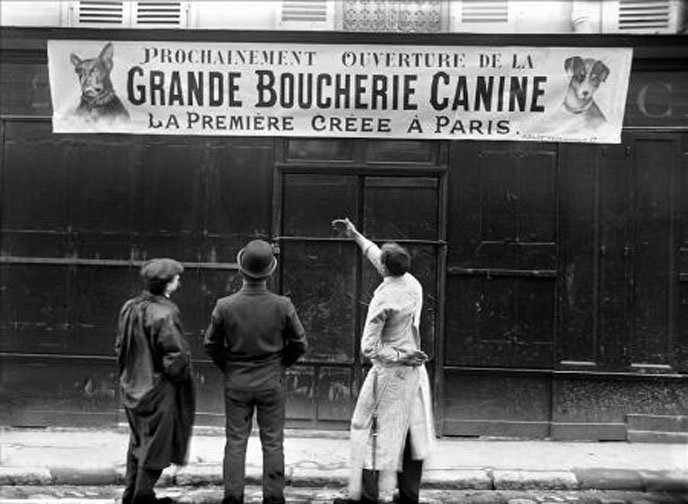
Kutyamészárszék Párizsban, 1910-ben

Kelet-Ázsia némely részén, így Kínában, Koreában és Vietnámban a kutyahús fogyasztásának hagyománya az ókorig nyúlik vissza. Ázsiában a becslések szerint évente 13-16 millió kutyát esznek meg. A BBC jelentése szerint 1999-ben Dél-Koreában több mint 6000 étterem szolgált fel kutyából készült ételeket. Koreában, a húsáért tartott állatfajta, a nurongi (누렁이) különbözik azoktól, amelyeket házi kedvencként otthon tartanak. A legnépszerűbb kutyahúsból készített koreai étel a posinthang, egy fűszeres ragu, amelyet a testhőmérséklet kiegyenlítésére fogyasztanak a nyári időszakban. Az ételek csupán a koreai népesség egy részében népszerűek, és nem fogyasztják olyan széles körben őket, mint a csirkét, a disznót és a marhát. 2024 januárjában a dél-koreai parlament törvényt hozott a kutyahústermelés és -kereskedés tiltásáról, mely 2027-ben lép érvénybe, addig a tenyésztőknek le kell építeniük a kutyahúsfarmjaikat.
Bizonyos területeken, mint Polinéziában vagy a Kolumbusz előtti Mexikóban szintén fogyasztottak kutyahúst a történelem során. Lengyelország egyes vidéki részein, úgy tartják, hogy a kutya zsírjának gyógyító tulajdonságai vannak. Hasonlóképpen a németországi Coswig (Anhalt) városában is hagyománya alakult ki a kutyahús fogyasztásának. Egy kínai kutyahús-kereskedővel készített CNN-riport szerint az éttermekbe eladott kutyákat különleges farmokon nevelik, de mindig van esélye, hogy az ételnek eladott eb valakinek az elveszett háziállata, bár a kedvtelésből tartott fajták nem számítanak ehetőnek.
Az iszlám étkezési szabályok szerint a kutyahús haram, azaz a fogyasztása tilos (csak végveszélyben megengedett). A kutyahús fogyasztása a zsidó vallási előírásokkal sem egyeztethető össze: a kutya nem kóser állat.